# Hidișelu de Sus
Hidișelu de Sus est une commune roumaine du județ de Bihor, en Transylvanie, dans la région historique de la Crișana et dans la région de développement Nord-Ouest.

## Géographie
La commune de Hidișelu de Sus est située dans le centre sud du județ, dans les premiers contreforts des Monts Apuseni, à 25 km au sud-est d'Oradea, le chef-lieu du județ.
La municipalité est composée des cinq villages suivants, nom hongrois, (population en 2002) :
- Hidișelu de Jos, Almamező (618) ;
- Hidișelu de Sus, Harangmező (1 082), siège de la commune ;
- Mierlău, Nyárló (854) ;
- Sântelec, Biharszentelec (353) ;
- Șumugiu, Váraduszopa (421).

## Histoire
La première mention écrite du village de Hidișelu de Sus date de 1214, tout comme celui de Mierlău.
La commune, qui appartenait au royaume de Hongrie, en a donc suivi l'histoire.
Après le compromis de 1867 entre Autrichiens et Hongrois de l'empire d'Autriche, la principauté de Transylvanie disparaît et, en 1876, le royaume de Hongrie est partagé en comitats. Hidișelu de Sus intègre le comitat de Bihar (Bihar vármegye).
À la fin de la Première Guerre mondiale, l'Empire austro-hongrois disparaît et la commune rejoint la Grande Roumanie au traité de Trianon.
En 1940, à la suite du deuxième arbitrage de Vienne, elle n'est pas annexée par la Hongrie et reste sous la souveraineté roumaine. 
La commune a pris ses dimensions actuelles en 1968 par la réunion des villages de Mierlău et Șumugiu à l'ancienne commune de Hidișelu de Sus. 

## Politique
| Identité           | Période | Période  | Durée  | Étiquette              |
| Identité           | Début   | Fin      | Durée  | Étiquette              |
| ------------------ | ------- | -------- | ------ | ---------------------- |
| Adrian Petroi (d), | 2008    | En cours | 17 ans | Parti national libéral |

| Parti | Parti                                      | Sièges |
| ----- | ------------------------------------------ | ------ |
|       | Parti social-démocrate (PSD)               | 4      |
|       | Parti national libéral (PNL)               | 6      |
|       | Alliance des libéraux et démocrates (ALDE) | 2      |
|       | Parti Mouvement populaire (PMP)            | 1      |

## Religions
En 2002, la composition religieuse de la commune était la suivante :
- Chrétiens orthodoxes, 81,25 % ;
- Baptistes, 13,67 % ;
- Pentecôtistes, 3,72 % ;
- Réformés, 0,51 % ;
- Catholiques romains, 0,30 %.

## Démographie
En 1910, à l'époque austro-hongroise, la commune comptait 3 585 Roumains (96,74 %) et 75 Hongrois (2,02 %).
En 1930, on dénombrait 4 664 Roumains (97,51 %), 38 Hongrois (0,79 %), 13 Juifs (0,27 %) et 68 Roms (1,42 %).
En 1956, après la Seconde Guerre mondiale, 4 826 Roumains (98,99 %) côtoyaient 20 Hongrois (0,41 %) et 28 Tsiganes (0,57 %).
En 2002, la commune comptait 3 186 Roumains (95,73 %), 112 Roms (3,36 %) et 26 Hongrois (0,78 %). On comptait à cette date 1 180 ménages et 1 800 logements.
| 1880  | 1890  | 1900  | 1910  | 1920  | 1930  | 1941  | 1956  | 1966  |
| ----- | ----- | ----- | ----- | ----- | ----- | ----- | ----- | ----- |
| 2 314 | 2 858 | 3 313 | 3 706 | 4 084 | 4 783 | 4 899 | 4 875 | 4 529 |

| 1977  | 1992  | 2002  | 2007  | - | - | - | - | - |
| ----- | ----- | ----- | ----- | - | - | - | - | - |
| 4 544 | 3 416 | 3 328 | 3 145 | - | - | - | - | - |

## Économie
L'économie de la commune repose sur l'agriculture et l'élevage.

## Communications

### Routes
Hidișelu de Sus est située sur la route nationale DN76 (Route européenne 79) Oradea-Deva. La route régionale DJ768 rejoint au sud les communes de Lăzăreni et Holod tandis que la DJ795A mène au sud-ouest vers Mierlău, Șumugiu et Husasău de Tinca.

### Voies ferrées
La commune était desservie par l'ancienne ligne Oradea-Holod aujourd'hui désaffectée.

## Lieux et monuments
- Hidișelu de Jos, église orthodoxe en bois des Sts Archanges datant de 1730, classée monument historique[8] ;
- Mierlău, église orthodoxe datant de 1910[8].